# 勇払川
勇払川（ゆうふつがわ）は、北海道胆振総合振興局管内を流れ安平川と合流した後に太平洋に注ぐ二級河川。安平川水系の支流である。

## 地理
北海道胆振総合振興局管内苫小牧市北部の支笏湖に近いモラップ山（標高506m）付近に源を発し、南東に流れた後、苫小牧市あけぼの町付近で北東に流路を転じ、途中でトキサタマップ川を合わせてウトナイ湖に流入する。ウトナイ湖からは南に流出し、勇払原野を直線的に流下し苫小牧市勇払で安平川に合流する。
分流として、河川改修前の旧河道である旧勇払川があり、あけぼの町付近で本流から分流し、ウトナイ地区を南東に流れた後北東に流れ、ウトナイ湖から流出した本流と合流している。

## 川名の由来

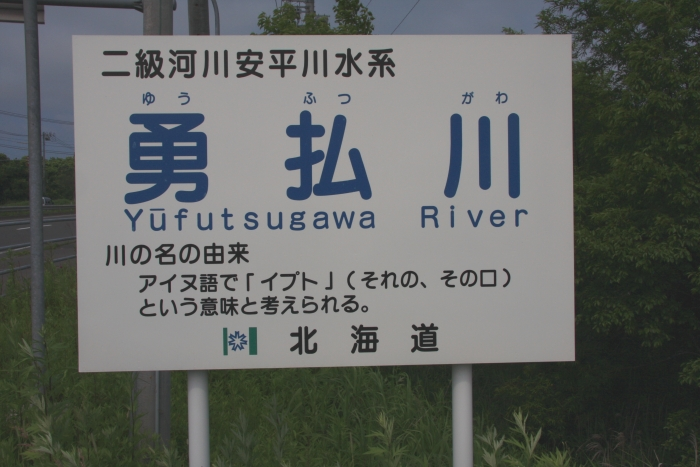
沼の端橋にある勇払川の河川標識

## 環境
源流域は支笏洞爺国立公園の指定を受けており、道央自動車道と交差するまでの間の上流域はエゾイタヤやシナノキなどの広葉樹林に覆われている。ウトナイ湖流入までの中流域は、右岸側は苫小牧市街地、左岸側は苫小牧市の自然環境保全地区に指定されたトキサタマップ湿原となっている。ウトナイ湖流出後の下流域は治水事業により直線状の河道と広い高水敷を有し、ヨシ原が広がりシラカンバやハンノキ等が点在する。

## 治水
1962年（昭和37年）8月と1964年（昭和39年）6月の洪水により、ウトナイ湖周辺の農地の冠水被害が発生したことから、1964年から安平川合流点から上流約15.7kmの区間で改修工事に着手。1994年から1997年にかけては、市街地を蛇行しながら流れていた流路（現：旧勇払川）をウトナイ湖へ流入させる河道切替工事を実施している。
2013年（平成25年）11月に策定された安平川水系河川整備計画では、下流の勇払原野の区間は整備済区間とされているが、ウトナイ湖と上記の河道切替区間を含む4.4kmの区間が優先整備区間となっている。

## 利水
沿川が苫小牧市街地であることから工業用水及び水道用水として利用されている。工業用水の取水量は最大 1.938m3/s となっている。
植苗地区に在る工業用水の取水堰は、苫小牧臨海工業地区へ向けて工業用水の供給を担っている。
また勇払川下流にある日本製紙勇払工場で製紙プラント用の工業用水として利水される。

## 流域の自治体
北海道
胆振総合振興局苫小牧市

## 支流
括弧内は流域の自治体
上流より記載
- 丸山川（苫小牧市）
- 勇振川（苫小牧市）
- 植苗川（苫小牧市）
- トキサタマップ川（苫小牧市）
- オタルマップ川（苫小牧市）
- 美々川（苫小牧市、千歳市）
- 旧勇払川（苫小牧市）
- 柏原2号川（苫小牧市）
- 柏原1号川（苫小牧市）
- 明野川（苫小牧市）

## 主な橋梁
- 勇払川橋 - 道央自動車道
- 夕振大橋
- 植苗高架橋（日高自動車道）
- 東インター大橋 - 北海道道91号苫小牧東インター線
- 植苗橋 - 国道36号
- 美々川橋梁 - JR室蘭本線
- 新勇払川橋梁 - JR千歳線
- 沼の端橋 - 国道234号
- 苫東大橋 - 国道235号、日高自動車道
- 勇払新橋 - 北海道道259号上厚真苫小牧線
- 勇振橋（旧勇払川） - 国道36号
- 新勇振橋（旧勇払川） - 国道234号
- 清流橋（旧勇払川）
- 勇の原橋（旧勇払川）
- ウトナイ中央橋（旧勇払川）
- 花畔橋（旧勇払川）
- 風おとの橋（旧勇払川）
- ウトナイ高架橋（旧勇払川） - 国道235号、日高自動車道